# ويلسون كوليسون
ويلسون كوليسون (بالإنجليزية: Wilson Collison)‏ (5 نوفمبر 1893، غلوستر في الولايات المتحدة - 25 مايو 1941، بيفرلي هيلز في الولايات المتحدة)؛ روائي أمريكي.

## روابط خارجية
- ويلسون كوليسون على موقع IMDb (الإنجليزية)
- ويلسون كوليسون على موقع قاعدة بيانات برودواي على الإنترنت (الإنجليزية)
- ويلسون كوليسون على موقع قاعدة بيانات الفيلم (الإنجليزية)